# Krijn Christiaansen

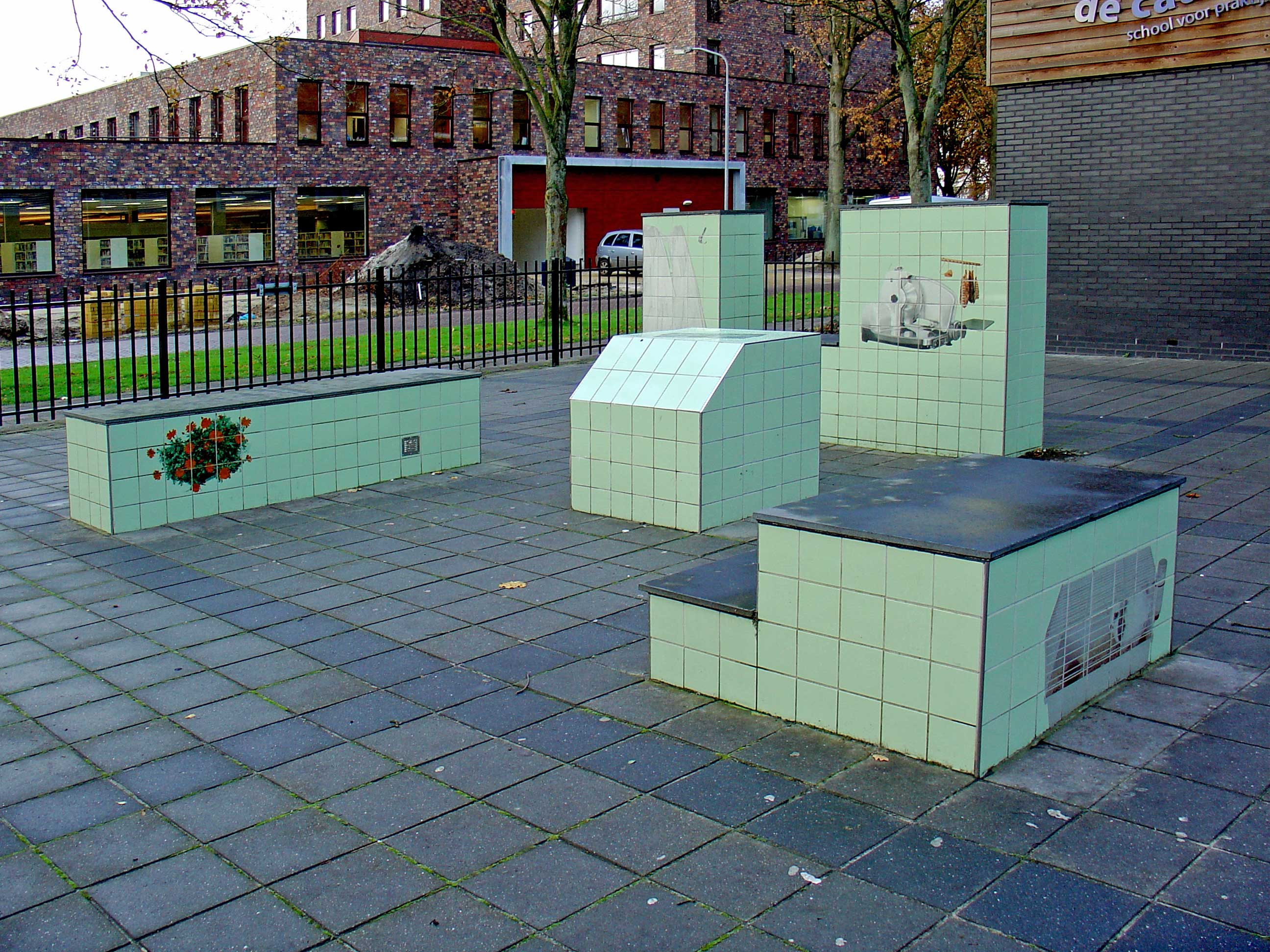
Hommage (2004) door Monica Boekholt, Cathelijne Montens en Krijn Christiaansen, Stadskanaal

Krijn Christiaansen (Tilburg, 24 juli 1978) is een Nederlands beeldend kunstenaar en designer.
Christiaansen werd opgeleid aan de Design Academy Eindhoven. Voor diverse projecten werkte hij samen met Cathelijne Montens. Beiden ontwierpen voor de Vechtstreek een hekwerk met als titel Boerenverstand en voor het Nationaal Park De Hoge Veluwe een landschapskunstwerk, waaronder een penningenwals. Met Boerenverstand, door Sjarel Ex, directeur van Museum Boijmans Van Beuningen geprezen als mooiste ontwerp, wonnen zij een ontwerpwedstrijd. Samen met Monica Boekholt maakten zij Hommage voor een schoolplein in Stadskanaal (zie: afbeelding).
Het Stedelijk Museum van Amsterdam kocht de door Christiaansen en Montens ontworpen 3 Vogellokdingen voor de permanente collectie van het museum. In 2008 werd hun werk geëxposeerd tijdens de kunstmanifestatie van het Museum Boijmans Van Beuningen te Rotterdam.
Krijn Christiaansen vormt samen met Jeroen Bruls de Designstudio HiMom.jp. Zij wonnen met Heklucht in 2006 de Nederlandse designprijs. Het betreft een ontwerp voor multifunctionele fietspompen, dat inmiddels onder meer gerealiseerd is in het Nederlandse Ypenburg en het Belgische Antwerpen.
In de zomer van 2008 participeerde Christiaansen, als designer van de publieke ruimte, in het programma Landing Soon van het Cemeti Art House in het Indonesische Yogyakarta.
- International Standard Name Identifier: 0000 0003 9679 7693
- Nederlandse Thesaurus van Auteursnamen: 326409785
- Virtual International Authority File: 291810018
- WorldCat: E39PBJfH4hTCGMGc3xW8J9Btrq